# Горан Караџић
Горан Караџић (рођен 22. децембра 1974. године у Београду) је бивши српски и југословенски кошаркаш, а данас хотелски менаџер. Играо је на позицији бека или крила, и са Црвеном звездом је освојио титулу првака Југославије 1994. године.

## Каријера
Горан Караџић је професионалну каријеру започео у Црвеној звезди. Након одласка носиоца игре 1993. године, из млађих категорија је био прекомандован у сениорски тим. Исте године долази то титуле првака Југославије.
Након Звезде Горан је остатак каријере провео у иностранству. Прво је играо за Полонију из Варшаве. а затим за Сласк из Вроцлава. Након тога прелази у Немачку где наступа за Брозе Баскет и Бајерн Леверкузен . каријеру завршава у Португалу где такође долази до титуле националног првака.

## Репрезентација
Горан је био део младе репрезентације Југославије која је 1996. године дошла до бронзане медаље на европском првенству у Турској.

## Остало
Горан Караџиће је менаџер хотела на Старој планини од новембра 2015. године.